# الخيول في الحرب

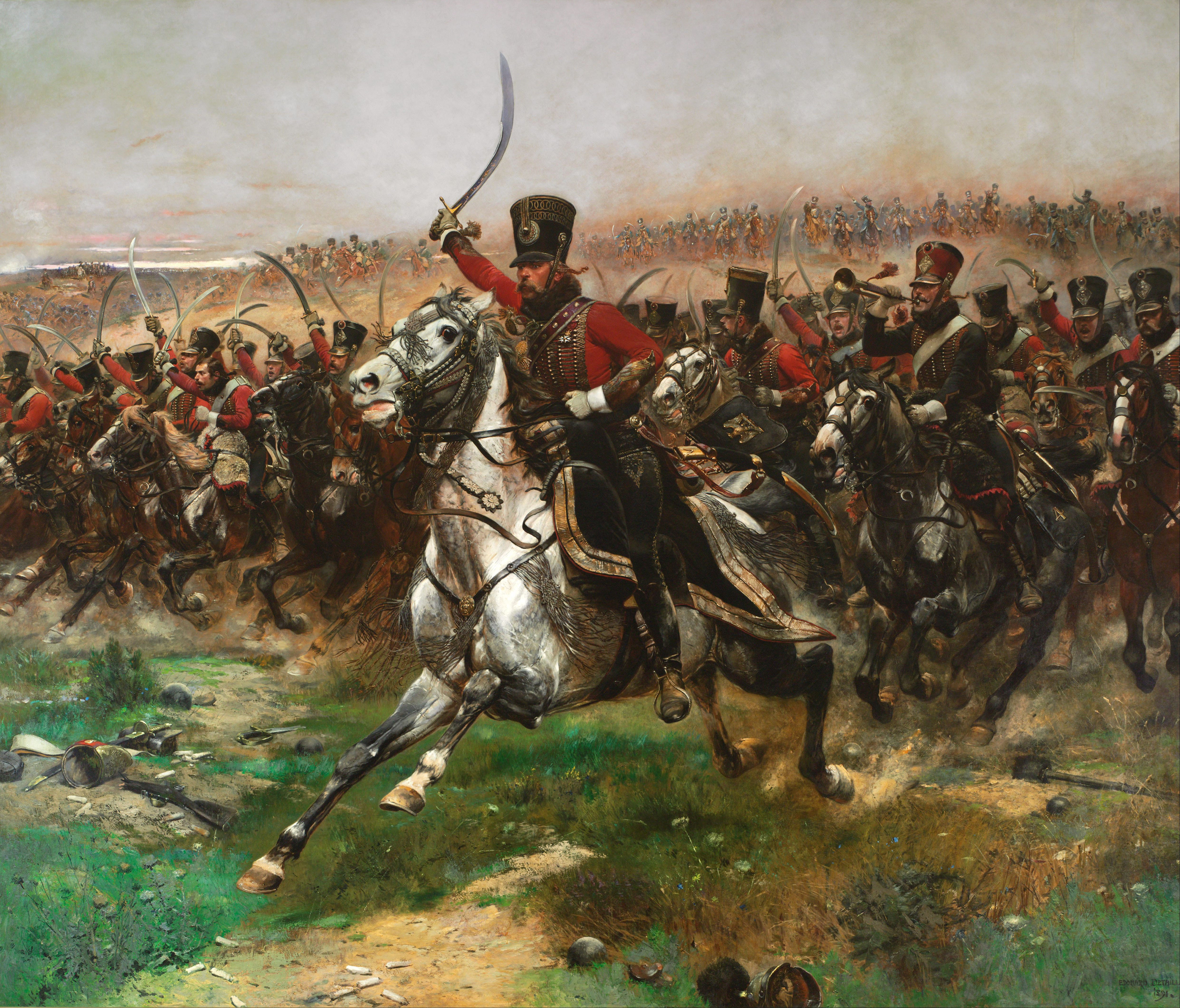

الاستخدام الحربي للحصان: يرجع تاريخ أول استخدام للحصان في الحرب إلى أكثر من 5000 سنة، وأقدم دليل على الإستخدامات الحربية من للخيول في أوراسيا بين 4000 و 3000 قبل الميلاد، حيث وجدت رسوم سومرية تمثل مشهد الحرب المؤرخة في 2500 قبل الميلاد.
-وتستخدم أنواع مختلفة من الخيول لأغراض عسكرية، وهذا يتوقف على طبيعة الصراع والمهام، كما أنها تستخدم للاستطلاع، والاتصالات، العرض أو النقل، على مر التاريخ كما تلعب البغال والحمير أيضا دورا حاسما في دعم الجيوش في الميدان، وكذلك الخيول.
لكن الحصان بشكل خاص مناسبة تماما لحرب تكتيكية من البدو الرحل من سهوب آسيا الوسطى، مثل الغارات و«غارات خاطفة». المسلمون استخدموالخيول في فتوحات شمال أفريقيا وآسيا وأوروبا من القرون السابع والثامن خلال مرحلة التوسع. الأوروبيون استخدموا عدة أنواع من خيول الحرب في العصور الوسطى.
اليوم اختفت الحصان من وحدات القتالية تقريبا، على الرغم من أن الخيول لا تزال تستخدم من قبل التنظيمات المسلحة في بلدان العالم الثالث .
اليوم أصبحت تستخدم الخيول كوحدات عسكرية على ظهور الخيل أيضا لأغراض احتفالية والتعليمية. وتستخدم الخيول لإعادة تمثيل المعارك والبعثات الشرطة، والمسابقات، والمظاهرات رثة الفروسية التقاليد ولتدريب الجيش، مثل الإطار الأسود من سوموور في فرنسا.
يُسمَّى الجواد الصبور الرائع من خيل الميدان: العُنجوج.